# Ladislav Dubóczy
Ladislav Dubóczy (17. prosince 1931 Košice – 20. října 2017) byl slovenský silniční motocyklový závodník.

## Závodní kariéra
Závodil ve třídách do 125 cm³ a 250 cm³ na motocyklech značek ČZ. V mistrovství Československa skončil nejlépe na celkovém šestém místě v roce 1959 ve třídě do 125 cm³. Jeho nejlepším výsledkem v jednotlivém závodě mistrovství Československa je 3. místo v Uherském Hradišti v roce 1959 ve třídě do 125 cm³. Po havárii 20. srpna 1962 při závodě v Bardejově byl upoutaný na invalidní vozík.

## Úspěchy
- Mistrovství Československa silničních motocyklů – celková klasifikace
  - 1959 do 125 cm³ – 6. místo – ČZ
  - 1960 do 125 cm³ – 8. místo – ČZ
  - 1960 do 250 cm³ – 10. místo – ČZ
  - 1962 do 250 cm³ – 10. místo – ČZ